# Joost Schouten
Joost of Justus Schouten (Rotterdam? - Batavia, 11 juli 1644) was een koopman in dienst van de VOC. Schouten was een linguïst, diplomaat, verslaggever en lid van de Raad van Indië. De Britse historicus C.R. Boxer typeert Schouten als ‘zonder twijfel een van de meest bekwame en energieke figuren onder de vele kundige dienaren waarover de VOC in de zeventiende eeuw kon beschikken’. Ondanks zijn grote verdiensten voor de VOC werd hij in 1644 vanwege homoseksuele handelingen geëxecuteerd.

## Biografie
In 1622 arriveerde Justus Schouten met het Wapen van Rotterdam als jong assistent in Nederlands-Indië. Zes jaar later viel hem de eer te beurt om in naam van stadhouder Frederik Hendrik een geschenk aan de koning van Siam te overhandigen, een taak die hij tot ieders tevredenheid volbracht.
Van 1630 tot 1633 was Schouten als secretaris van de opperkoopman en gezant Willem Janssen nauw betrokken bij onderhandelingen in Edo over de vrijlating van de aldaar gegijzelde Nederlandse scheepsbemanningen.
Schouten had de rang van onderkoopman, maar was ambitieus. Met zijn geschriften Memorabel verhael en het Discours van de jegenwoordigen staet ende de Generaele Compagnie best-voughende gelegenheyt in Japan hoopte hij de aandacht van zijn superieuren te vestigen en promotie te maken. Daarmee wekt hij de jaloezie van onder meer Pieter Nuyts, een van de hoofdrolspelers in het Nederlands-Japanse conflict dat tot de gijzelingsaffaire had geleid. Jacques Specx maakte een einde aan de onderhandelingen door Pieter Nuyts uit te leveren.
Hij raakte er bevriend met Jeremias van Vliet voor wie hij een soort mentor was. In 1633 werden ze allebei overgeplaatst naar Ayutthaya, de hoofdstad van Siam, zoals Thailand toen heette. Schouten werd er directeur van de VOC-factorij.
Schouten onderscheidde zich door zijn competentie en bracht het op voorspraak van gouverneur-generaal Antonio van Diemen tot lid van de Raad van Indië. In 1636 schreef hij de eerste wetenschappelijke verhandeling over Siam.
Daarna vervulde Schouten de functie van admiraal en buitengewoon Raad van Indië aan boord van de uitgaande vloot (1639). In de daaropvolgende jaren voerde hij twee eervolle opdrachten uit: een inspectiereis naar het pas veroverde Malakka in 1641 en even later een gezantschap naar het hof van de koningin van Atjeh. Inmiddels was hij opgeklommen tot de rang van Raad van Indië en was betrokken bij het organiseren van de expeditie van Abel Tasman. Als raad verzorgde hij onder meer de verslaggeving van de zogenaamde buitencomptoiren en vertegenwoordigde hij gouverneur en raden tijdens de kerkenraadsvergaderingen. De grote lijnen van het bestuur hadden zijn aandacht, hij bemoeide zich niet met zaken die onder andermans competentie vielen, en voor beuzelarijen met zwaarwichtige predikanten en ouderlingen had hij geen tijd.
Op 4 december 1642 vernoemde Tasman het eiland Schoute Eylandt (Schouten Island) aan de zuidwestkust van Tasmanië naar hem.
Schouten werd in 1644 op heterdaad betrapt bij homoseksuele handelingen met een Franse korporaal, hetgeen in de ogen van de calvinistische kooplieden in Batavia een gruwel was. Hij deed geen enkele poging de aanklacht te ontkennen of te bestrijden. Hij bekende uit vrije wil dat hij er al in Siam mee was begonnen. Daarmee was zijn lot bezegeld. Schouten werd schuldig bevonden en tot de brandstapel veroordeeld. Vanwege zijn grote verdiensten voor de VOC besloot de rechtbank hem een pijnlijke vuurdood te besparen en hem aan de paal te laten wurgen en pas daarna te verbranden. Twee dagen later vond de executie plaats en is zijn lichaam tot as verbrand. Al zijn bezittingen werden geconfisqueerd. Berichten van tijdgenoten vermelden dat er sprake zou zijn geweest van een valstrik.

### Werken
- Memorabel verhael van den waeren oorspronck, voortganck ende nederganck van de wichtige differenten die tusschen de Nederlanders en de Japansche natie om den Chineeschen handel ontstaen zijn. Een verslag van Justus Schouten uit 1633, uitgegeven door L. Blussé.[2]
- Discours van de jegenwoordigen staet ende de Generaele Compagnie best-voughende gelegenheyt in Japan.

- Bibsys: 3083667
- Digitale Bibliotheek voor de Nederlandse Letteren: scho225
- Gemeinsame Normdatei: 100784135
- International Standard Name Identifier: 0000 0000 8133 7000
- Library of Congress Control Number: n85115872
- Nationale Bibliotheek van Tsjechië: ola2014819952
- Système universitaire de documentation: 083673202
- Virtual International Authority File: 308776779